# ناثان كاتلر
ناثان كاتلر هو محامي وسياسي أمريكي، ولد في 29 مايو 1775 في ليكسينغتون في الولايات المتحدة، وتوفي في 8 يونيو 1861 في Warren, Massachusetts ‏ في الولايات المتحدة. نشط حزبياً في الحزب الديمقراطي. وقد انتخب حاكم مين ‏ (8 أكتوبر 1829 – 6 يناير 1830) وانتخب عضو مجلس نواب مين ‏.